# Сергиј Шаптала
Сергиј Олександрович Шаптала (укр. Сергій Олександрович Шаптала; Костјантињивка, 5. фебруар 1973) јесте генерал-лајтнант Копнене војске Украјине и актуелни начелник генералштаба Оружаних снага Украјине од 28. јула 2021. године.
Учествовао је у бици за Дебаљцево. Против Шаптале је у Руској Федерацији покренут кривични поступак због напада на цивилну инфраструктуру у Донбасу.